# Victor Hugo (músico)
Victor Hugo Alves da Silva (Taquara, 14 de dezembro de 1961) é um jornalista e cantor brasileiro de música regional gaúcha. As suas interpretações mais famosas são das canções Desgarrados e Vento Negro.
Graduado em Jornalismo pela Pontifícia Universidade Católica do Rio Grande do Sul, Victor Hugo já atuou como radialista e diretor da Rádio FM Cultura. É professor universitário, fundador e presidente da Cooperativa dos Músicos de Porto Alegre (Coompor) e ex-presidente da Associação de Compositores, Intérpretes e Músicos Nativistas (ACIMN). Em 2015, tornou-se o secretário da Cultura do Rio Grande do Sul. Esta foi a segunda vez que foi convidado para gerir a pasta. Ele já havia atuado na mesma função durante o governo de Germano Rigotto, de 2002 a 2006.

## Prêmios e indicações

### Prêmio Açorianos
| Ano  | Categoria                     | Indicação   | Resultado |
| ---- | ----------------------------- | ----------- | --------- |
| 2000 | Intérprete de Música Regional | Victor Hugo | Indicado  |